# Palatul Zapata din Napoli

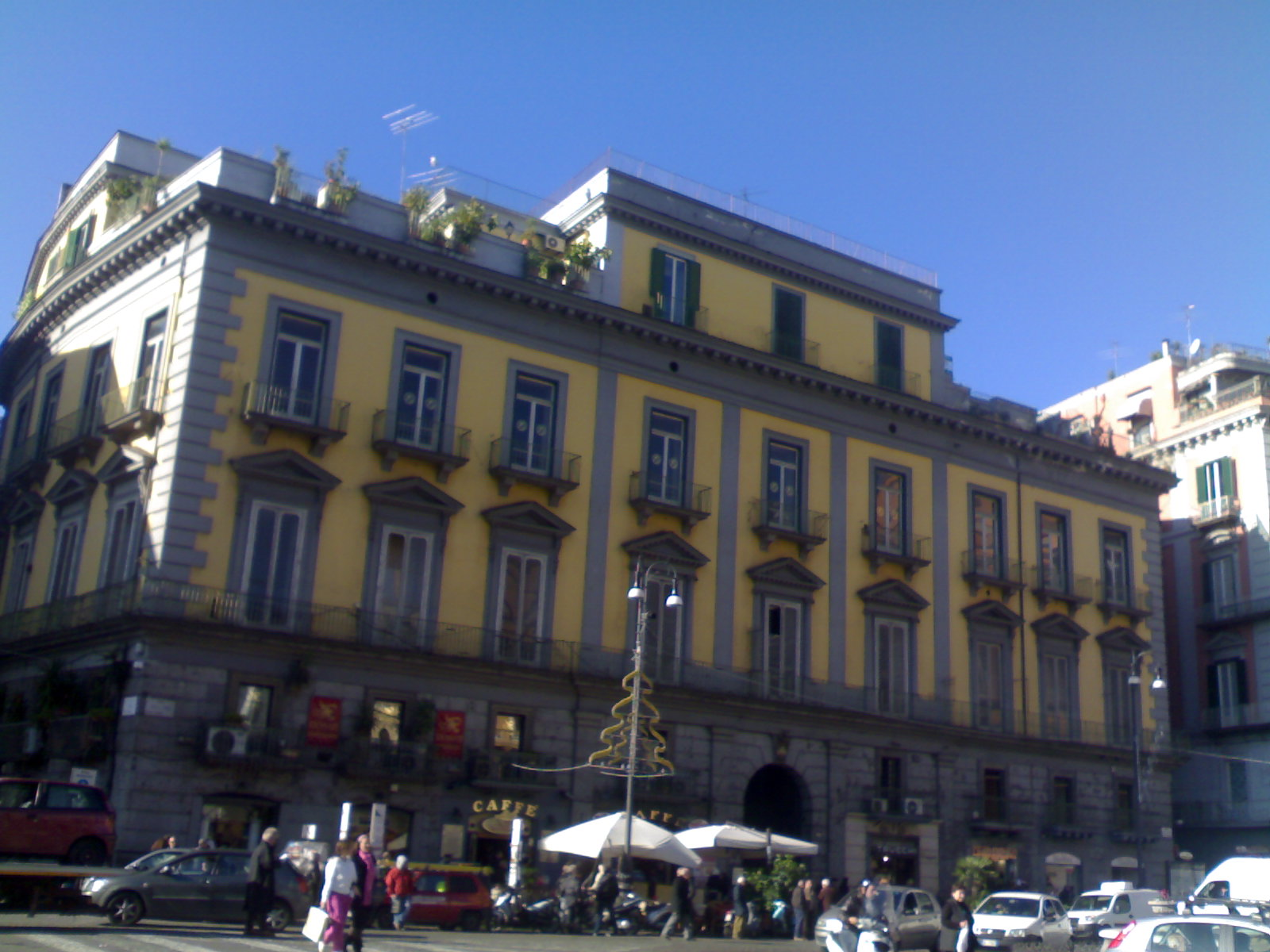
Palatul cardinalului Zapata

Palatul cardinalului Zapata sau Palatul Zapata este un palat monumental din Napoli, situat în Piazza Trieste e Trento. A fost construit în secolul al XVII-lea de către cardinalul spaniol Antonio Zapata y Cisneros (vicerege de Neapole) și renovat de către Carlo Vanvitelli în stil neoclasic la dorința medicului Domenico Cotugno.
El a servit ca sediu al puterii viceregale în timpul lucrărilor de reconstrucție ale actualului Palat Regal din Napoli. Mai târziu a fost cumpărat de baronul Girolamo Sarnelli, prieten apropiat al cardinalului Zapata. La 12 septembrie 1702 s-a născut aici fericitul Gennaro Maria Sarnelli⁠(en)[traduceți], fiul baronului Ciorani Angelo Sarnelli și misionar redemptorist ridicat ulterior la cinstea altarelor.
În interior există remarcabile decorații neoclasice și din secolul al XX-lea, cum ar fi sala de recepție amenajată de Giovanni Battista Comencini în 1912. La etajul II se află Cercul Artistic Politehnic, format prin fuziunea Societății artiștilor, a Cercului Medicilor Legiști și a Cercului Politehnic. În plus, aici este adăpostit și Museo Giuseppe Caravita Principe di Sirignano, care deține o colecție de picturi și sculpturi ale artiștilor napoletani ce au trăit în secolele al XIX-lea și al XX-lea.
Pe bolta de la intrarea în clădire exista mai demult o frescă vastă, astăzi pierdută, reprezentând satul Avigliano în care familia lui don Girolamo Sarnelli avea pământuri și un mare palat.